# Asteroschema migrator
Asteroschema migrator is een slangster uit de familie Asteroschematidae.
De wetenschappelijke naam van de soort werd in 1904 gepubliceerd door René Koehler.